# Ommatius dispar
Ommatius dispar là một loài ruồi trong họ Asilidae. Ommatius dispar được Macquart miêu tả năm 1848. Loài này phân bố ở miền Ấn Độ - Mã Lai.